# Wilfried Rainer
Wilfried Rainer (Germania, 1º febbraio 1945) è un allenatore di calcio tedesco.

## Carriera
Ha partecipato ai Mondiali Under-17 del 2009 come allenatore della Nazionale giovanile del Burkina Faso; in precedenza aveva anche allenato per 5 anni l'Under-17 del Togo e per 10 anni la Nazionale femminile del Vietnam.
Dal 2014 al 2015 è stato l'allenatore della nazionale burundese.